# Carrier (Taubenrasse)

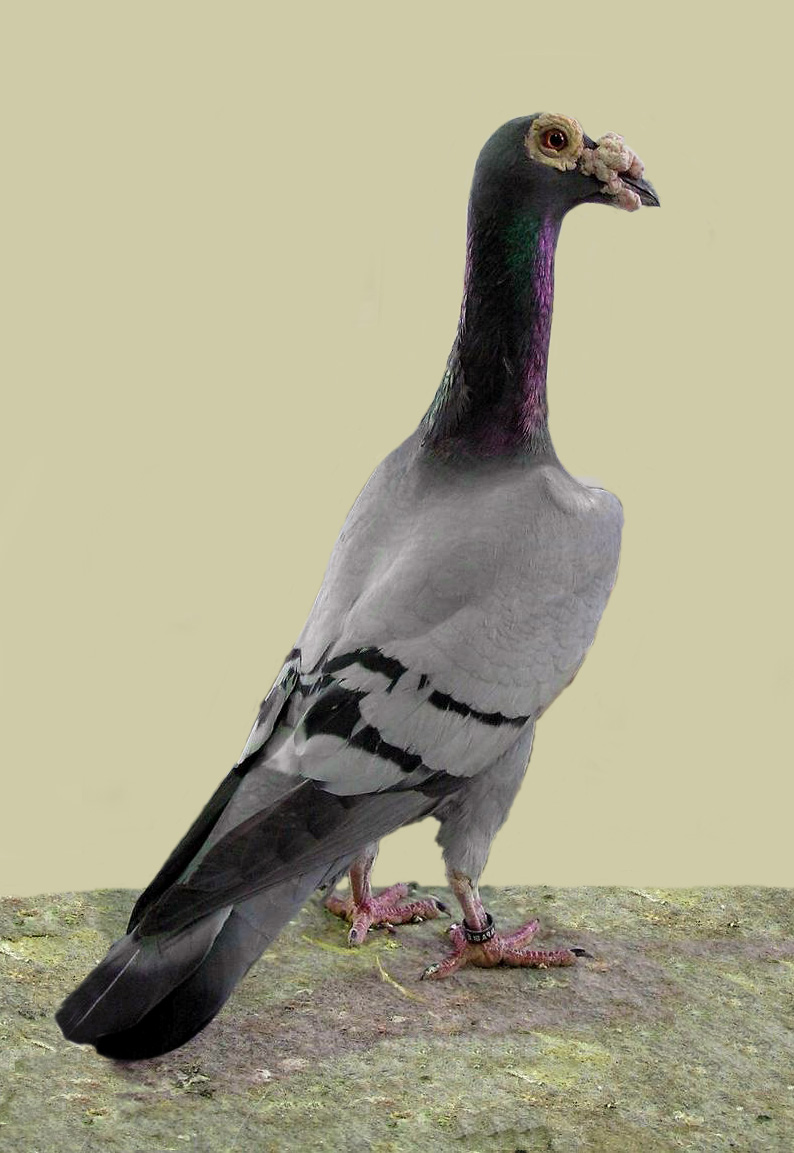

Carrier, auch Englische Bagdette, ist eine Warzentaubenrasse. Seit mehreren Jahrhunderten in Europa nachweisbar; in England gezüchtet; in Deutschland schon 1788 aus Persien stammend, eingeführt. Diese Tauben haben lange schlanke Körper, sind „hochstand“, haben starke, lange Schnäbel (Büchsenschnabel) und einen langen Hals. Sie sind ungefähr 33 Zentimeter groß.